# Насер Шадлі
Насер Шадлі (фр. Nacer Chadli, араб. ناصر الشاذلي, нар. 2 серпня 1989, Льєж, Бельгія) — бельгійський та марокканський футболіст, лівий вінгер клубу «Істанбул Башакшехір» і національної збірної Бельгії. Виступає на правах оренди за бельгійський «Вестерло».

## Клубна кар'єра
Вихованець юнацьких команд футбольних клубів «Стандард» (Льєж) та МВВ.
У дорослому футболі дебютував 2007 року виступами за команду клубу «Апелдорн», в якій провів три сезони, взявши участь у 90 матчах чемпіонату. Більшість часу, проведеного у складі «Апелдорна», був основним гравцем команди.
Своєю грою за цю команду привернув увагу представників тренерського штабу клубу «Твенте», до складу якого приєднався 2010 року. Відіграв за команду з Енсхеде наступні три сезони своєї ігрової кар'єри. Граючи у складі «Твенте» також здебільшого виходив на поле в основному складі команди.
2013 року перебрався до Англії, ставши гравцем «Тоттенгем Готспур», який сплатив за нього 7 мільйонів фунтів. Відразу став отримувати достатньо ігрового часу. Найуспішнішим для Шадлі у складі «шпор» став сезон 2014/15, протягом якого від взяв участь у 45 матчах команди в усіх турнірах. За той сезон півзахисник 13 разів відзначався забитими голами, поступившись за цим показником лише безумовному лідеру атак «Тоттенгема» Гаррі Кейну з його 31 голом.
29 серпня 2016 року перейшов до лав «Вест-Бромвіч Альбіон» за рекордні для цього клубу 13 мільйонів фунтів. Протягом свого першого сезону у новій команді став одним з її лідерів. Тож важка травма, якої бельгієць зазнав на початку сезону 2017/18, стала для команди важким випробуванням, і відсутність Шадлі на полі майже протягом усього сезону стала однією з причин останнього міста «Вест-Бромвіча» у підсумковій турнірній таблиці Прем'єр-ліги.
30 серпня 2018 перейшов до «Монако», вартість трансфера склала 12 мільйонів євро. Перший сезон був абсолютно невдалим для Шадлі: в 22 матчах за монегаскську команду він не відзначився жодними результативними діями. Оскільки бельгієць не міг розраховувати на суттєвий час гри в сезоні 2019/20, він погодився на оренду до бельгійського «Андерлехта». У осінній частині сезону Шадлі повернувся на високий рівень: шість матчів та чотири результативні передачі в перших 10 матчах чемпіонату.

## Виступи за збірні
2010 року провів одну товариську гру за національну збірну Марокко.
Згодом вирішив змінити футбольне громадянство і 2011 року дебютував в офіційних матчах у складі національної збірної Бельгії.
Був учасником чемпіонату світу 2014 року, першої для бельгійців світової першості за 12 років. На тому турнірі бельгійці дійшли до стадії чвертьфіналів, на якій мінімально поступилися майбутнім фіналістам змагання аргентинцям. Шадлі взяв участь у чотирьох з п'яти ігор команди на мундіалі, щоправда здебільшого виходячи на заміну.
2018 року поїхав на свою другу світову першість — тогорічний чемпіонат світу в Росії, на якому дебютував у першому ж турі групового етапу, вийшовши на заміну на останній хвилині зустрічі з Панамою. Згодом відіграв усі 90 хвилин заключного матчу групи проти Англії, на момент якого обидві команди-учасниці успішно вирішили завдання виходу до плей-оф і на який тренери обох команд виставили резервні склади.

## Статистика виступів

### Статистика клубних виступів
Станом на 1 серпня 2019 року
| Сезон                            | Команда                          | Чемпіонат                        | Чемпіонат | Чемпіонат | Національний кубок | Національний кубок | Національний кубок | Континентальні кубки | Континентальні кубки | Континентальні кубки | Інші змагання | Інші змагання | Інші змагання | Усього | Усього |
| Сезон                            | Команда                          | Ліга                             | Ігор      | Голів     | Ліга               | Ігор               | Голів              | Ліга                 | Ігор                 | Голів                | Ліга          | Ігор          | Голів         | Ігор   | Голів  |
| -------------------------------- | -------------------------------- | -------------------------------- | --------- | --------- | ------------------ | ------------------ | ------------------ | -------------------- | -------------------- | -------------------- | ------------- | ------------- | ------------- | ------ | ------ |
| 2007–08                          | «Апелдорн»                       | 1Д                               | 19        | 2         | КН                 | 1                  | 0                  | -                    | -                    | -                    | -             | -             | -             | 20     | 2      |
| 2008–09                          | «Апелдорн»                       | 1Д                               | 34        | 9         | КН                 | 2                  | 0                  | -                    | -                    | -                    | -             | -             | -             | 36     | 9      |
| 2009–10                          | «Апелдорн»                       | 1Д                               | 37+2      | 17+0      | КН                 | 1                  | 1                  | -                    | -                    | -                    | -             | -             | -             | 40     | 18     |
| Усього за «Апелдорн»             | Усього за «Апелдорн»             | Усього за «Апелдорн»             | 92        | 28        |                    | 4                  | 1                  |                      | -                    | -                    |               | -             | -             | 95     | 29     |
| 2010–11                          | «Твенте»                         | ЕД                               | 33        | 7         | КН                 | 6                  | 3                  | ЛЧ+ЛЄ                | 6+5                  | 3+0                  | СН            | 0             | 0             | 50     | 13     |
| 2011–12                          | «Твенте»                         | ЕД                               | 23        | 6         | КН                 | 2                  | 1                  | ЛЧ+ЛЄ                | 0+10                 | 0+2                  | -             | -             | -             | 35     | 9      |
| 2012–13                          | «Твенте»                         | ЕД                               | 22        | 10        | КН                 | 2                  | 0                  | ЛЄ                   | 14                   | 8                    | -             | -             | -             | 38     | 18     |
| Усього за «Твенте»               | Усього за «Твенте»               | Усього за «Твенте»               | 78        | 23        |                    | 10                 | 4                  |                      | 35                   | 13                   |               | 0             | 0             | 123    | 40     |
| 2013–14                          | «Тоттенгем Готспур»              | ПЛ                               | 24        | 1         | КА+КЛ              | 1+3                | 0+1                | ЛЄ                   | 6                    | 3                    | -             | -             | -             | 34     | 5      |
| 2014–15                          | «Тоттенгем Готспур»              | ПЛ                               | 35        | 11        | КА+КЛ              | 2+3                | 1+1                | ЛЄ                   | 5                    | 0                    | -             | -             | -             | 45     | 13     |
| 2015–16                          | «Тоттенгем Готспур»              | ПЛ                               | 29        | 3         | КА+КЛ              | 4+1                | 3+0                | ЛЄ                   | 6                    | 1                    | -             | -             | -             | 40     | 7      |
| Усього за «Тоттенгем Готспур»    | Усього за «Тоттенгем Готспур»    | Усього за «Тоттенгем Готспур»    | 88        | 15        |                    | 14                 | 6                  |                      | 17                   | 4                    |               | -             | -             | 119    | 25     |
| 2016–17                          | «Вест-Бромвіч Альбіон»           | ПЛ                               | 31        | 5         | КА+КЛ              | 1+0                | 0                  | -                    | -                    | -                    | -             | -             | -             | 32     | 5      |
| 2017–18                          | «Вест-Бромвіч Альбіон»           | ПЛ                               | 5         | 1         | КА+КЛ              | 0+1                | 0                  | -                    | -                    | -                    | -             | -             | -             | 6      | 1      |
| Усього за «Вест-Бромвіч Альбіон» | Усього за «Вест-Бромвіч Альбіон» | Усього за «Вест-Бромвіч Альбіон» | 36        | 6         |                    | 2                  | 1                  |                      | -                    | -                    |               | -             | -             | 38     | 6      |
| 2018–19                          | «Монако»                         | Л1                               | 16        | 0         | КФ+КЛ              | 0+1                | 0                  | ЛЧ                   | 5                    | 0                    | СФ            | -             | -             | 22     | 0      |
| Усього за кар'єру                | Усього за кар'єру                | Усього за кар'єру                | 310       | 72        |                    | 31                 | 11                 |                      | 57                   | 17                   |               | 0             | 0             | 398    | 100    |

### Статистика виступів за збірну
Станом на 5 грудня 2019 року
| Дата       | Місто   | Господарі         | Результат | Гості   | Турнір           | Голи | Примітки |
| ---------- | ------- | ----------------- | --------- | ------- | ---------------- | ---- | -------- |
| 17-11-2010 | Белфаст | Північна Ірландія | 1 – 1     | Марокко | товариський матч | -    | 78'      |
| Усього     |         | Матчів            | 1         |         | Голів            | 0    |          |

| Дата       | Місто            | Господарі            | Результат  | Гості              | Турнір                       | Голи | Примітки |
| ---------- | ---------------- | -------------------- | ---------- | ------------------ | ---------------------------- | ---- | -------- |
| 9-2-2011   | Гент             | Бельгія              | 1 – 1      | Фінляндія          | товариський матч             | -    | 59'      |
| 25-3-2011  | Відень           | Австрія              | 0 – 2      | Бельгія            | Відбір до ЧЄ 2012            | -    |          |
| 29-3-2011  | Брюссель         | Бельгія              | 4 – 1      | Азербайджан        | Відбір до ЧЄ 2012            | 1    |          |
| 3-6-2011   | Брюссель         | Бельгія              | 1 – 1      | Туреччина          | Відбір до ЧЄ 2012            | -    |          |
| 11-11-2011 | Льєж             | Бельгія              | 2 – 1      | Румунія            | товариський матч             | -    | 66'      |
| 15-11-2011 | Сен-Дені         | Франція              | 0 – 0      | Бельгія            | товариський матч             | -    | 62'      |
| 29-2-2012  | Іракліон         | Греція               | 1 – 1      | Бельгія            | товариський матч             | 1    |          |
| 2-6-2012   | Лондон           | Англія               | 1 – 0      | Бельгія            | товариський матч             | -    | 59'      |
| 15-8-2012  | Брюссель         | Бельгія              | 4 – 2      | Нідерланди         | товариський матч             | -    | 67'      |
| 12-10-2012 | Белград          | Сербія               | 0 – 3      | Бельгія            | Відбір до ЧС 2014            | -    |          |
| 16-10-2012 | Брюссель         | Бельгія              | 2 – 0      | Шотландія          | Відбір до ЧС 2014            | -    | 81'      |
| 22-3-2013  | Скоп'є           | Північна Македонія   | 0 – 2      | Бельгія            | Відбір до ЧС 2014            | -    | 85'      |
| 26-3-2013  | Брюссель         | Бельгія              | 1 – 0      | Північна Македонія | Відбір до ЧС 2014            | -    | 55'      |
| 7-6-2013   | Брюссель         | Бельгія              | 2 – 1      | Сербія             | Відбір до ЧС 2014            | -    |          |
| 14-8-2013  | Брюссель         | Бельгія              | 0 – 0      | Франція            | товариський матч             | -    | 72'      |
| 6-9-2013   | Глазго           | Шотландія            | 0 – 2      | Бельгія            | Відбір до ЧС 2014            | -    |          |
| 11-10-2013 | Загреб           | Хорватія             | 1 – 2      | Бельгія            | Відбір до ЧС 2014            | -    | 69'      |
| 15-10-2013 | Брюссель         | Бельгія              | 1 – 1      | Уельс              | Відбір до ЧС 2014            | -    | 58'      |
| 26-5-2014  | Генк             | Бельгія              | 5 – 1      | Люксембург         | товариський матч             | 1    | 46'      |
| 1-6-2014   | Стокгольм        | Швеція               | 0 – 2      | Бельгія            | товариський матч             | -    | 68'      |
| 7-6-2014   | Брюссель         | Бельгія              | 1 – 0      | Туніс              | товариський матч             | -    | 62'      |
| 17-6-2014  | Белу-Оризонті    | Алжир                | 1 – 2      | Бельгія            | ЧС 2014 - 1-й етап           | -    | 46'      |
| 26-6-2014  | Сан-Паулу        | Південна Корея       | 0 – 1      | Бельгія            | ЧС 2014 - 1-й етап           | -    | 60'      |
| 1-7-2014   | Сальвадор        | США                  | 1 – 2 д.ч. | Бельгія            | ЧС 2014 - 1/8 фіналу         | -    | 111'     |
| 5-7-2014   | Бразиліа         | Аргентина            | 1 – 0      | Бельгія            | ЧС 2014 - чвертьфінал        | -    | 75'      |
| 4-9-2014   | Льєж             | Бельгія              | 2 – 0      | Австралія          | товариський матч             | -    | 63'      |
| 10-10-2014 | Брюссель         | Бельгія              | 6 – 0      | Андорра            | Відбір до ЧЄ 2016            | 1    | 61'      |
| 16-11-2014 | Брюссель         | Бельгія              | 0 – 0      | Уельс              | Відбір до ЧЄ 2016            | -    | 62'      |
| 31-3-2015  | Єрусалим         | Ізраїль              | 0 – 1      | Бельгія            | Відбір до ЧЄ 2016            | -    | 63'      |
| 7-6-2015   | Сен-Дені         | Франція              | 3 – 4      | Бельгія            | товариський матч             | -    | 77'      |
| 10-10-2015 | Андорра-ла-Велья | Андорра              | 1 – 4      | Бельгія            | Відбір до ЧЄ 2016            | -    | 72'      |
| 29-3-2016  | Лейрія           | Португалія           | 2 – 1      | Бельгія            | товариський матч             | -    |          |
| 10-10-2016 | Фару             | Гібралтар            | 0 – 6      | Бельгія            | Відбір до ЧС 2018            | -    | 53'      |
| 25-3-2017  | Брюссель         | Бельгія              | 1 – 1      | Греція             | Відбір до ЧС 2018            | -    |          |
| 28-3-2017  | Сочі             | Росія                | 3 – 3      | Бельгія            | товариський матч             | -    | 77'      |
| 5-6-2017   | Брюссель         | Бельгія              | 2 – 1      | Чехія              | товариський матч             | -    |          |
| 9-6-2017   | Таллінн          | Естонія              | 0 – 2      | Бельгія            | Відбір до ЧС 2018            | 1    |          |
| 3-9-2017   | Афіни            | Греція               | 1 – 2      | Бельгія            | Відбір до ЧС 2018            | -    | 79'      |
| 7-10-2017  | Сараєво          | Боснія і Герцеговина | 3 – 4      | Бельгія            | Відбір до ЧС 2018            | -    |          |
| 10-10-2017 | Брюссель         | Бельгія              | 4 – 0      | Кіпр               | Відбір до ЧС 2018            | -    |          |
| 10-11-2017 | Брюссель         | Бельгія              | 3 – 3      | Мексика            | товариський матч             | -    |          |
| 14-11-2017 | Брюгге           | Бельгія              | 1 – 0      | Японія             | товариський матч             | -    | 84'      |
| 2-6-2018   | Брюссель         | Бельгія              | 0 – 0      | Португалія         | товариський матч             | -    | 46'      |
| 6-6-2018   | Брюссель         | Бельгія              | 3 – 0      | Єгипет             | товариський матч             | -    | 46'      |
| 11-6-2018  | Брюссель         | Бельгія              | 4 – 1      | Коста-Рика         | товариський матч             | -    | 46'      |
| 18-6-2018  | Сочі             | Бельгія              | 3 – 0      | Панама             | ЧС 2018 - 1-й етап           | -    | 90'      |
| 28-6-2018  | Калінінград      | Англія               | 0 – 1      | Бельгія            | ЧС 2018 - 1-й етап           | -    |          |
| 2-7-2018   | Ростов-на-Дону   | Бельгія              | 3 – 2      | Японія             | ЧС 2018 - 1/8 фіналу         | 1    | 65'      |
| 6-7-2018   | Казань           | Бразилія             | 1 – 2      | Бельгія            | ЧС 2018 - чвертьфінал        | -    | 83'      |
| 10-7-2018  | Санкт-Петербург  | Франція              | 1 – 0      | Бельгія            | ЧС 2018 - півфінал           | -    | 90'      |
| 14-7-2018  | Санкт-Петербург  | Бельгія              | 2 – 0      | Англія             | ЧС 2018 - матч за 3-тє місце | -    | 39'      |
| 11-9-2018  | Рейк'явік        | Ісландія             | 0 – 3      | Бельгія            | Ліга націй УЄФА 2018—2019    | -    | 70'      |
| 12-10-2018 | Брюссель         | Бельгія              | 2 – 1      | Швейцарія          | Ліга націй УЄФА 2018—2019    | -    | 76'      |
| 16-10-2018 | Брюссель         | Бельгія              | 1 – 1      | Нідерланди         | товариський матч             | -    |          |
| 18-11-2018 | Люцерн           | Швейцарія            | 5 – 2      | Бельгія            | Ліга націй УЄФА 2018—2019    | -    | 65'      |
| 21-3-2019  | Брюссель         | Бельгія              | 3 – 1      | Росія              | Відбір до ЧЄ 2020            | -    | 84'      |
| 6-9-2019   | Серравалле       | Сан-Марино           | 0 – 4      | Бельгія            | Відбір до ЧЄ 2020            | 1    | 56'      |
| 9-9-2019   | Глазго           | Шотландія            | 0 – 4      | Бельгія            | Відбір до ЧЄ 2020            | -    | 77'      |
| 10-10-2019 | Брюссель         | Бельгія              | 9 – 0      | Сан-Марино         | Відбір до ЧЄ 2020            | 1    |          |
| Усього     |                  | Матчів               | 59         |                    | Голів                        | 8    |          |

## Досягнення
- Володар Кубка Нідерландів:

«Твенте»:  2010–11
- Володар Суперкубка Нідерландів:

«Твенте»:  2011
- Бронзовий призер чемпіонату світу: 2018